# Ukrainas ambassad i Stockholm
Ukrainas ambassad i Stockholm är Ukrainas diplomatiska representation i Sverige. Ambassadör är sedan november 2020 Andrij Plachotnjuk. Ambassaden är belägen på Lidingö på Stjärnvägen 2A sedan den 1 april 2001. Tidigare var ambassaden baserad på Markvardsgatan 5 (invigd 31 maj 1994) och Stockholmsvägen 18 (invigd 1 oktober 1999).
Sverige erkände Ukrainas självständighet 19 december 1991 och diplomatiska förbindelser mellan de två länderna upptogs den 13 januari 1992. Ukrainska folkrepubliken hade även en beskickning i Stockholm åren 1918–1921.

## Beskickningschefer
| Namn                 | Period    | Funktion          | Utnämnd          | Ackreditering                 | Avsked         | Anmärkning                |
| -------------------- | --------- | ----------------- | ---------------- | ----------------------------- | -------------- | ------------------------- |
| Borys Bazjenov       | 1918      | Beskickningschef  | oktober 1918     |                               |                | Ukrainska folkrepubliken  |
| Kostyantyn Losskyj   | 1919–1921 | Beskickningschef  | januari 1919     |                               |                | Ukrainska folkrepubliken  |
| Kostjantyn Masyk     | 1992–1994 | Ambassadör        | 16 oktober 1992  | 11 mars 1993                  |                | Baserad i Helsingfors     |
| Ihor Sahatj          | 1994–1997 | Chargé d'affaires |                  |                               |                |                           |
| Ihor Podolev         | 1997–1999 | Ambassadör        | 28 juli 1997     | 15 september 1997             |                |                           |
| Oleksandr Sliptjenko | 1999–2003 | Ambassadör        | 20 januari 1999  | 11 februari 1999              |                |                           |
| Leonid Kozjara       | 2003–2004 | Ambassadör        | 14 november 2002 | 23 april 2002                 |                |                           |
| Anatolij Ponomarenko | 2007–2008 | Ambassadör        | 6 december 2006  | 22 februari 2007              |                | Död i ämbetet 20 maj 2008 |
| Jevhen Perebyjnis    | 2008–2011 | Ambassadör        | 29 augusti 2008  | 4 september 2008              |                |                           |
| Valerij Stepanov     | 2012–2014 | Ambassadör        | 11 november 2011 | 8 mars 2012                   | 29 april 2014. |                           |
| Ihor Sahatj          | 2015–2019 | Ambassadör        | 19 mars 2015     | Ackrediterad 4 juni 2015      |                |                           |
| Andrij Plachotnjuk   | 2020–     | Ambassadör        |                  | Ackrediterad 23 november 2020 |                |                           |